# Sesil Karatančevová
Sesil Karatančevová bul. Сесил Каратанчева (* 8. srpna 1989 Sofie) je bulharská profesionální tenistka, která v letech 2009 až 2014 reprezentovala Kazachstán. Hraje pravou rukou, bekhendem obouruč. Jejím nejvyšším umístěním na žebříčku WTA ve dvouhře bylo 35. místo (7. listopad 2005) a ve čtyřhře 154. místo (19. dubna 2010). Na okruhu WTA dosud nevyhrála žádný turnaj, ale na okruhu ITF již zvítězila na devíti  turnajích ve dvouhře.

## Dopingová kauza
Sesil je nechvalně známá dopingovým skandálem z roku 2005. Na turnaji French Open, kde dosáhla svého nejlepšího grandslamového výsledku (čtvrtfinále), byla pozitivně testována na anabolický steroid nandrolon. 11. ledna 2006, po dvou pozitivních testech, byl Karatančevové udělen dvouletý trest Mezinárodní tenisovou federací (ITF). Na ženský tenisový okruh se vrátila v lednu 2008.

## Osobní život
Pochází ze sportovní rodiny - otec Radoslav Karatančev je bývalým mistrem Bulharska ve veslování, matka Neli bývalou mistryní země v košíkové. Má tři sestry.
V listopadu 2017 se provdala za svého dlouholetého přítele Georgiho Dolmova, bývalého bulharského fotbalistu. V srpnu 2021 se jim narodil syn.

## Finále na okruhu WTA Tour
| Legenda                                                          |
| ---------------------------------------------------------------- |
| D – dvouhra; Č – čtyřhra                                         |
| Grand Slam (0–0 D; 0–0 Č)                                        |
| Letních olympijské hry (0–0 D; 0 Č)                              |
| Turnaj mistryň (0–0Č)                                            |
| Tier I / Premier Mandatory & Premier 5 / WTA 1000 (0–0 D; 0–0 Č) |
| Tier II / Premier / WTA 500 (0–0 D; 0–0 Č)                       |
| Tier III, IV & V / International / WTA 250 (0–0 D; 0–1 Č)        |

### Čtyřhra: 1 (0–1)
| Stav       | Č. | Datum         | Turnaj                | Povrch | Partnerka       | Soupeřky ve finále               | Výsledek |
| ---------- | -- | ------------- | --------------------- | ------ | --------------- | -------------------------------- | -------- |
| Finalistka | 1. | červenec 2008 | Bad Gastein, Rakousko | antuka | Nataša Zorićová | Andrea Hlaváčková Lucie Hradecká | 3–6, 3–6 |

## Tituly na okruhu ITF
| Dotace turnajů okruhu ITF | Dotace turnajů okruhu ITF |
| ------------------------- | ------------------------- |
| 75 000 $ tournaments      |                           |
| 50/60 000 $ tournaments   |                           |
| 25 000 $ tournaments      |                           |
| 15 000 $ tournaments      |                           |

### Dvouhra (9 titulů)
| Č. | Datum         | Turnaj                            | Povrch  | Soupeřka ve finále             | Výsledek      |
| 1. | září 2003     | Volos, Řecko                      | koberec | Cvetana Pironkovová            | 6–4, 2–6, 6–2 |
| 2. | říjen 2003    | Carcavelos, Portugalsko           | antuka  | Rosa M. A. Rodríguezová        | 7–5, 6–3      |
| 3. | prosinec 2003 | Šen-čen, Čína                     | tvrdý   | Čeng Ťie                       | 7–5, 1–6, 6–3 |
| 4. | prosinec 2004 | Palm Beach Gardens, Spojené státy | antuka  | Sania Mirzaová                 | 3–6, 6–2, 7–5 |
| 5. | leden 2008    | Surprise, Spojené státy           | tvrdý   | Angela Haynesová               | 6–2, 4–6, 6–4 |
| 6. | únor 2008     | La Quinta, Spojené státy          | tvrdý   | Sandra Klöselová               | 6-4, 7-5      |
| 7. | listopad 2011 | Phoenix, Spojené státy            | tvrdý   | Michelle Larcherová de Britová | 6–1, 7–5      |
| 8. | září 2017     | Henderson, Spojené státy          | tvrdý   | Elica Kostovová                | 6–4, 4–6, 7–5 |
| 9. | únor 2019     | Surprise, Spojené státy (2)       | tvrdý   | Coco Gauffová                  | 5–7, 6–3, 6–1 |

## Fed Cup
Sesil Karatančevová se zúčastnila 12 zápasů ve Fed Cupu za tým Bulharska a od roku 2010 za tým Kazachstánu s bilancí 9-2 ve dvouhře a 2-4 ve čtyřhře.

## Postavení na žebříčku WTA na konci sezóny

### Dvouhra
| Rok    | 2003 | 2004   | 2005  | 2006 | 2007 | 2008   | 2009   |
| Pořadí | 526. | ▲ 127. | ▲ 35. | x    | x    | ▲ 150. | ▲ 134. |

### Čtyřhra
| Rok    | 2005 | 2006 | 2007 | 2008   | 2009   |
| Pořadí | 894. | x    | x    | ▲ 262. | ▲ 203. |